# Niinisaari (ö i Mellersta Finland, Jämsä, lat 61,95, long 24,64)
Niinisaari är en ö i Finland. Den ligger i sjön Tervajärvi och i kommunen Jämsä i landskapet Mellersta Finland, i den södra delen av landet, 200 km norr om huvudstaden Helsingfors. Öns area är 3,1 hektar och dess största längd är 230 meter i öst-västlig riktning.